# Söderhof
Söderhof ist ein Ortsteil der Gemeinde Haverlah, die zur Samtgemeinde Baddeckenstedt im Landkreis Wolfenbüttel in Niedersachsen gehört.

## Geographie
Söderhof liegt an der östlichen Uferseite der Innerste. Nordwestlich des Dorfes liegt das Waldgebiet Söderhorn. Folgende Orte umgeben Söderhof:
- Gustedt im Norden
- Steinlah im Nordosten
- Haverlah im Ostnordosten
- Salzgitter-Bad im Osten
- Ringelheim und Alt Wallmoden im Südosten
- Neuwallmoden im Süden
- Sehlde im Südwesten
- Henneckenrode im Westen
- Heere im Nordwesten

## Geschichte
Söderhof wurde am 6. Juni 1209 in einer Urkunde des Papstes Innozenz III. erstmals erwähnt. In dieser Urkunde wird dem Kloster Ringelheim ein Besitz von 26 Hufen (195 ha) Land in Söderhof bestätigt.
In dieser Ersterwähnung wird der Ortsname mit Tserede angegeben. Weitere Namensnennungen für den Ort sind Zerthe (1227), Xzeredhe (1240), Zerede (1255), Tzerde (1322), Zerden (1542), Seerhof (1690) und Söhderhof (1694). Der ursprüngliche Name Tsedere ist durch Lautwandlung (Zetazismus – Wandlung in einen Zischlaut) aus dem Wort *ker hervorgegangen, was im Altsächsischen so viel wie drehen oder wenden heißt und in Ortsnamen die Bedeutung einer Grenze hat. Dem Ortsnamen wurde später die Bezeichnung -hof angefügt, um auf den Status der Siedlung als Vorwerk des Klosters hinzuweisen.
Eine andere Deutung geht von einer Herleitung aus dem althochdeutschen Wort kar aus, das ursprünglich für eine Schüssel oder ein Gefäß stand, später auch die Bedeutung einer (zur Weide benutzten) Talmulde erhielt.
1227 erhielt das Kloster Ringelheim von den Wohldenberger Grafen die Vogtei über Söderhof, diese Verpfändung wurde 1236 und 1251 erneuert. 1532 verkaufte Achen von Cramm dem Kloster erblich („solange es ein Kloster ist und bleibt“) ein Stück Land bei Söderhof, sodass der Ort seitdem als Vorwerk zum Kloster Ringelheim gehörte. Nach der Hildesheimer Stiftsfehde von 1519 bis 1523 gehörte Söderhof bis 1643 zum Fürstentum Braunschweig-Wolfenbüttel. Im Jahr 1552 waren Truppen des Grafen Vollrad von Mansfeld vom Schmalkaldischen Bund plündernd in das Herzogtum Braunschweig eingefallen und zerstörten auch große Teile des Klosters Ringelheim und des Vorwerks Söderhof. Gegen Ende des Dreißigjährigen Kriegs (1618 bis 1648) wurde das Kloster wieder aufgebaut. In Söderhof hatten die Mönche schon 1640 einen Fischteich angelegt, aus dem das Kloster zur Einhaltung der Ordensregeln mit Fisch versorgt werden konnte. Das Geld dazu hatte sich das Kloster vom Stift Goslar geliehen. Die Gebäude in Söderhof verfielen aber und in der Folge stürzten die Wirtschaftsgebäude des Vorwerks Söderhof 1715 ein. Unter Leitung des damaligen Abtes Bernward Peumann (Bernward I.) wurde 1721 das neue Gutshaus fertiggestellt, drei Jahre später die südliche Scheune. Die Inschrift am Herrenhaus „AO TAUSENT SEBEN HUNDERT ZWANZIG EIN LEGT BERNWARDUS DER ERSTE DEN ERSTEN STEIN.“ erinnert an diesen Bau. Die Tordurchfahrt des zweistöckigen Gutshauses ist durch ein Kreuzgewölbe überdeckt, zwei kleine Nischen mit Heiligenfiguren erinnern an die Klosterzeit.

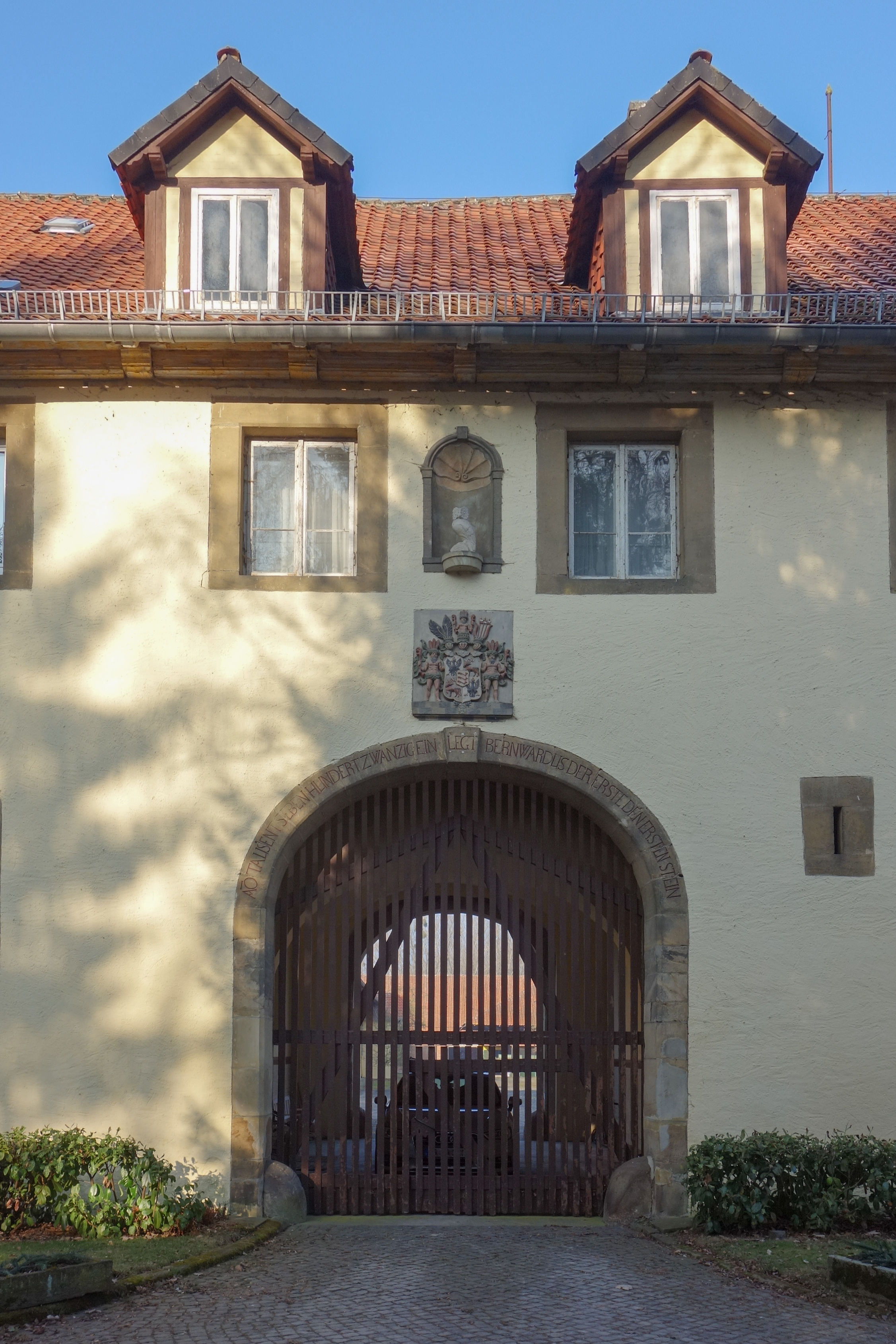
Eingangsportal mit dem Wappen der Familie von der Schulenburg und der Inschrift des Erbauers

Am 5. Mai 1803 wurde das Kloster Ringelheim aufgelöst. König Friedrich Wilhelm III. übertrug das ehemalige Kloster dem Grafen von der Schulenburg-Kehnert für dessen Verdienste. Anlässlich der Übergabe durch am 29. April 1803 wurden die Güter des Klosters aufgezählt, zu Söderhof gehörten damals 482 Morgen Land, 6 Morgen Gartenland und 7 Fischteiche mit insgesamt 52 Morgen Fläche. Erster Pächter des Grafen wurde Rudolph Heinrich Jaeger.
Im Juni 1817 verkaufte Caroline von Hatzfeld zu Trachenberg, geb. Gräfin von der Schulenburg, das von ihrem Vater geerbte Gut Ringelheim mit dem Vorwerk Söderhof an Graf Johann Friedrich von der Decken (1769–1840). Der Kaufpreis betrug 200.000 Taler. In den 1840er Jahren wurde das Gut umfangreich renoviert. Bis 1932 blieb Gut Söderhof unter verschiedenen Pächtern im Besitz der Familie von der Decken.
Im Jahr 1932 wurde das Gut Söderhof für 720.000 Reichsmark an die Witwe des Unternehmers August Oetker verkauft. Das Schloss Ringelheim wurde Anfang 1938 von den Reichswerken übernommen, das Gut Söderhof blieb im Besitz der Familie Oetker. Mit der Gründung der Stadt Watenstedt-Salzgitter am 1. April 1942 wurde Söderhof als Ausgleich für das Gebiet um die Grube Haverlahwiese, das an Salzgitter fiel, von Ringelheim losgelöst und nach Haverlah eingemeindet.
Oetker verkaufte 1947 eine Hälfte des Gutes an den damaligen Pächter des Hofes. Die andere Hälfte wurde 1970 an die Familie von Alten aus Linden verkauft. Die beiden Käuferfamilien bewirtschaften auch heute noch je eine Hälfte des ehemaligen Gutes. In der Nachkriegszeit führte wirtschaftlicher Aufschwung auch in der Landwirtschaft zu mehreren Baumaßnahmen bzw. Restaurierungen. Heute besteht der Ort aus dem Gutshof mit Gutspark, zwei Teichen und den beiden landwirtschaftlichen Großbetrieben. In jüngerer Zeit sind neben den ursprünglichen Landarbeiterhäusern noch etwa ein Dutzend Einfamilienhäuser entstanden.

### Einwohnerentwicklung
| Haverlah-Söderhof – Bevölkerungsentwicklung seit 1955 | Haverlah-Söderhof – Bevölkerungsentwicklung seit 1955 | Haverlah-Söderhof – Bevölkerungsentwicklung seit 1955                                                                 |
| Jahr                                                  | Einwohner                                             | Entwicklung |
| ----------------------------------------------------- | ----------------------------------------------------- | --- |
| 1955                                                  | 178                                                   | Hier fehlt eine Grafik, die leider im Moment aus technischen Gründen nicht angezeigt werden kann. Wir arbeiten daran! |
| 30. Jun. 1996                                         | 82                                                    | Hier fehlt eine Grafik, die leider im Moment aus technischen Gründen nicht angezeigt werden kann. Wir arbeiten daran! |
| Jan. 1999                                             | 85                                                    | Hier fehlt eine Grafik, die leider im Moment aus technischen Gründen nicht angezeigt werden kann. Wir arbeiten daran! |
| 2009                                                  | ca. 80                                                | Hier fehlt eine Grafik, die leider im Moment aus technischen Gründen nicht angezeigt werden kann. Wir arbeiten daran! |

## Wirtschaft und Infrastruktur

### Verkehrsanbindung
Söderhof liegt an der Kreisstraße 75, welche die Bundesstraße 6 im Nordwesten mit Ringelheim im Südosten verbindet.
Die nächstgelegenen Bahnhöfe befinden sich in Salzgitter-Ringelheim an der Bahnstrecke Hildesheim–Goslar und in Salzgitter-Bad an der Bahnstrecke Braunschweig–Salzgitter-Bad.